# 罗里什 (圣蒂尔苏)
罗里什是葡萄牙波尔图区的一个堂区。总面积5.94平方公里，总人口3724人，人口密度626.9人/平方公里。